# Макеевка (Акмолинская область)
Маке́евка (каз. Макеевка) — село в Атбасарском районе Акмолинской области Казахстана. Входит в состав Макеевского сельского округа. Код КАТО — 113841200.

## География
Село расположено на берегу реки Жыланды, в северной части района, на расстоянии примерно 35 километров (по прямой) к северу от административного центра района — города Атбасар, в 4 километрах к северу от административного центра сельского округа — села Шуйское.
Абсолютная высота — 309 метров над уровнем моря.
Ближайшие населённые пункты: село Шуйское — на юге, село Новосёловка — на севере.
Западнее села проходит проселочная дорога «Чашке — Атбасар».

## Население
В 1989 году население села составляло 501 человек (из них русские — 56 %, немцы — 32 %).
В 1999 году население села составляло 519 человек (324 мужчины и 195 женщин). По данным переписи 2009 года, в селе проживало 147 человек (73 мужчины и 74 женщины).
| Численность населения | Численность населения | Численность населения |
| 1989                  | 1999                  | 2009                  |
| --------------------- | --------------------- | --------------------- |
| 501                   | ↗519                  | ↘147                  |

## Известные жители и уроженцы
- Бабаков, Алексей Иванович (род. 1924) — Герой Социалистического Труда.

## Улицы
- ул. Молодежная
- ул. Набережная
- ул. Степная
- ул. Целина